# Ольшана-Слободка
Ольша́на-Слободка (укр. Вільшана-Слобідка) — село в Уманском районе Черкасской области Украины.
Население по переписи 2001 года составляло 285 человек. Почтовый индекс — 20332. Телефонный код — 4744.

## Местный совет
20362, Черкасская обл., Уманский р-н, с. Ольшана-Слободка, ул. Тереверка, 43